# Phytophthora

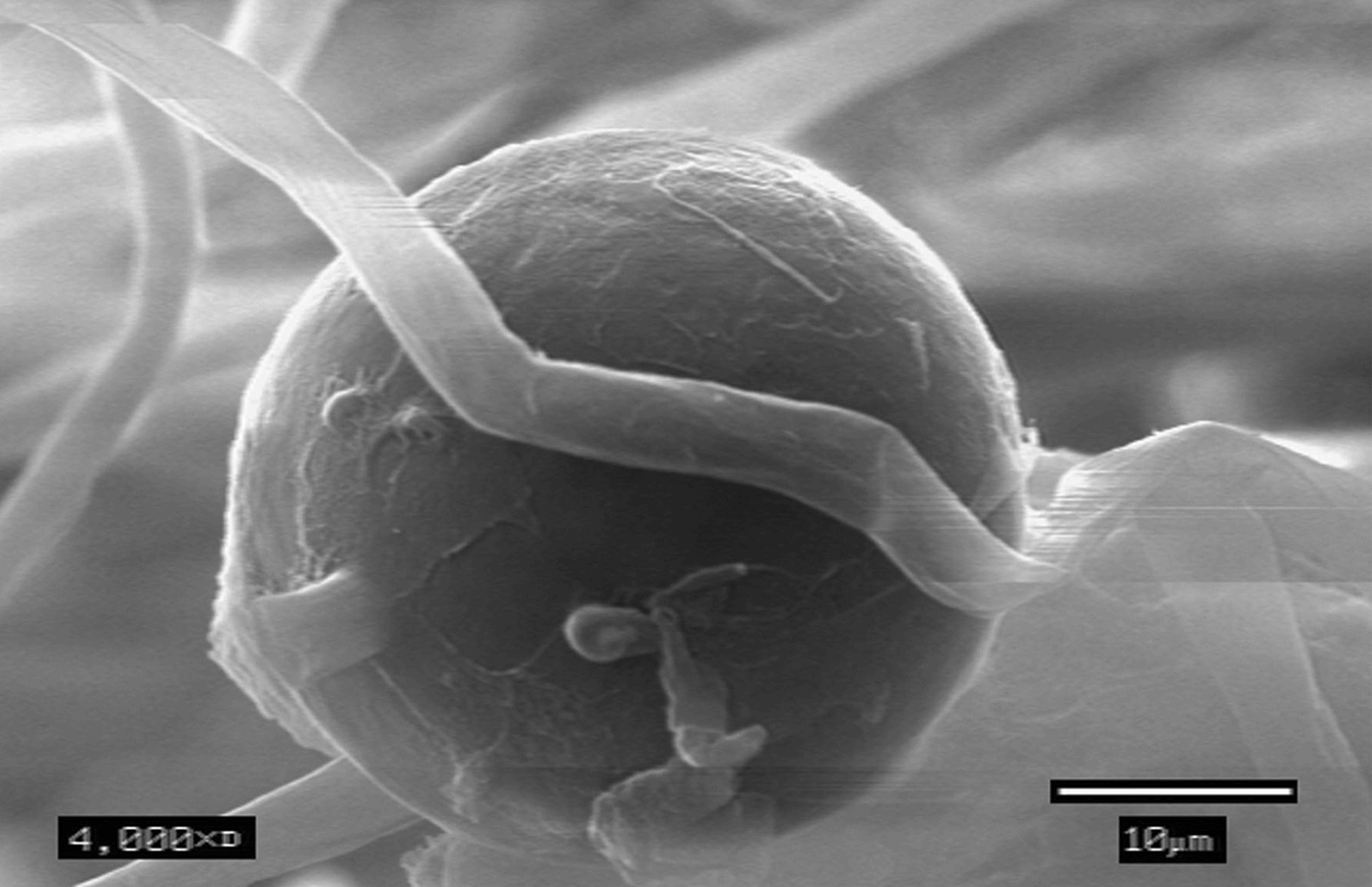
Chlamydospora

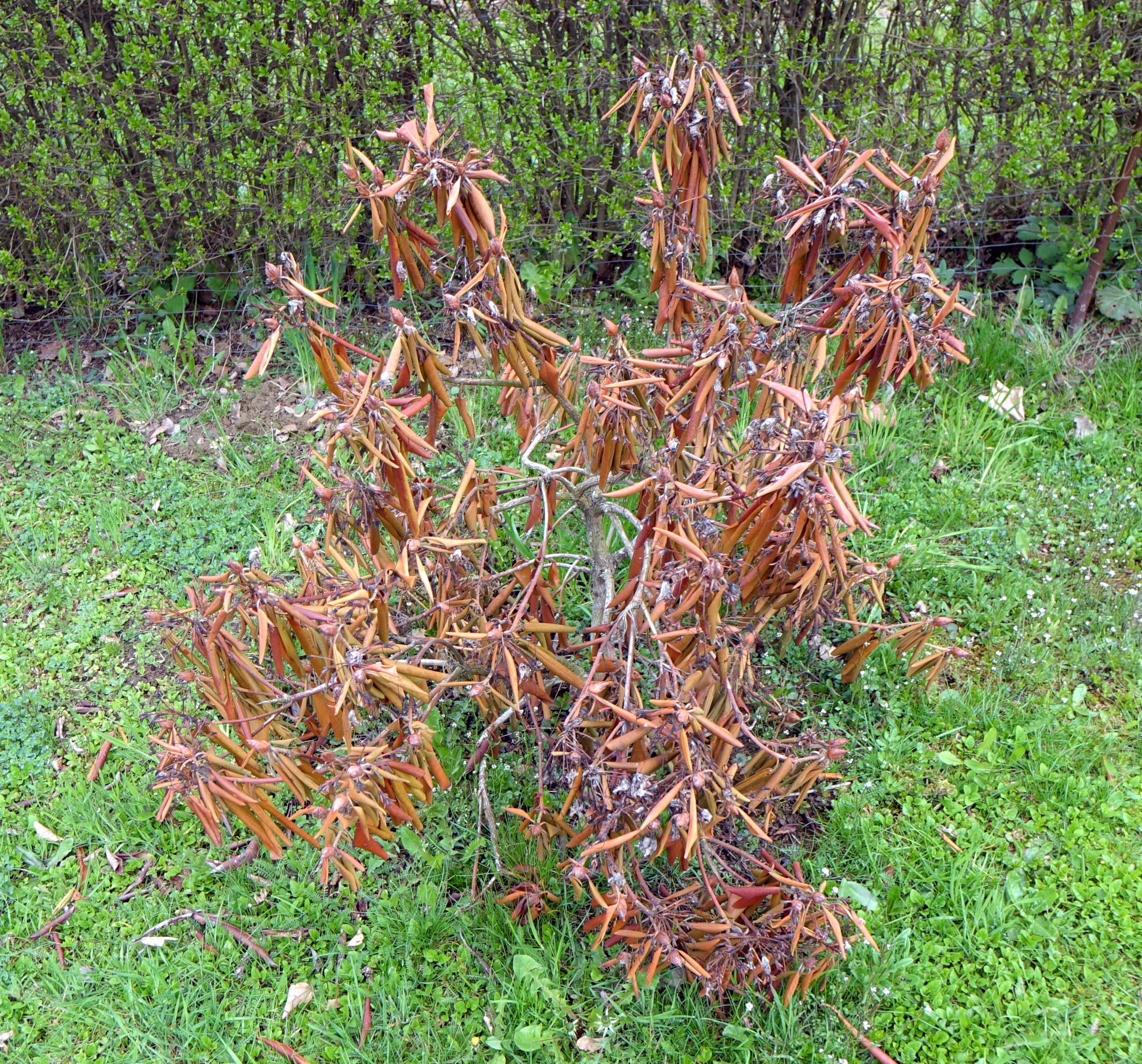
Różanecznik obumarły w wyniku fytoftorozy

Phytophthora de Bary – rodzaj organizmów zaliczanych do lęgniowców.

## Systematyka i nazewnictwo
Pozycja w klasyfikacji według Index Fungorum: Peronosporaceae, Peronosporales, Peronosporidae, Peronosporea, Incertae sedis, Oomycota, Chromista.
Synonimy: Blepharospora Petri, Kawakamia Miyabe, Mycelophagus L. Mangin, Nozemia Pethybr., Phloeophthora Kleb., Pythiacystis R.E. Sm. & E.H. Sm., Pythiomorpha H.E. Petersen, Sphaerosporangium Sparrow:

## Morfologia i rozmnażanie
Organizmy mikroskopijne. Tworzą plechę o silnie rozgałęzionych strzępkach bez przegród, o grubości 6–10 μm, czyli dość grubych. Strzępki w niektórych miejscach są rozszerzone, mogą też tworzyć niewielkie, nitkowate ssawki. Na starszych strzępkach powstają chlamydospory. Sporangiofory o nieograniczonym wzroście, podobne do strzępek, słabo rozgałęzione i mało zróżnicowane u poszczególnych gatunków. Tylko u niektórych gatunków (np. P. infestans) budową odróżniają się od strzępek. Zoosporangia o kształcie elipsoidalnym, elipsoidalno-jajowatym, elipsoidalno-gruszkowatym, owalnym, gruszkowatym, z brodawkami, o słabo widocznych brodawkach, lub bez brodawek. W zależności od obecności lub nie brodawek wyróżnia się grupę gatunków papillate (o widocznych brodawkach), semipapillate (słabo widoczne), nonpapillate (brodawki niewidoczne). Pływki dojrzewają w zoosporangiach, czasami nawet zaczynają w nich kiełkować. Wydostają się z zoosporangium albo przez wieczko (jeśli jest), albo przez pęknięcie w ścianie. U niektórych gatunków, np. P. infestans zarodnie podobnie, jak zarodniki od razu kiełkują w strzępkę. Lęgnie kuliste. Plemnie zazwyczaj jednokomórkowe, czasami dwukomórkowe, na tej samej strzępce, co lęgnia (przy lęgni lub wokół lęgni). Oospory o średnicy ponad 25 μm. Niektóre gatunki są heterotaliczne, oospory tworzą się u nich dopiero wtedy, gdy zetkną się strzępki różniące się płciowo. Inne są homotaliczne, u nich oospory powstają na strzępkach tej samej plechy. Czasami w hodowli niektóre gatunki heterotaliczne po jakimś czasie stają się homotaliczne. W obrębie rodzaju Phytophthora obserwowano też zjawisko heterotalizmu fizjologicznego, polegającego na tym, że tworzenie zarodni odbywa się w zależności od hormonów płciowych.
Zarodnie pływkowe mogą powstawać już w kilkanaście godzin po wniknięciu strzępki infekcyjnej do tkanek rośliny. W okresie wegetacyjnym proces tworzenia pływek może wystąpić wielokrotnie. Czynnikiem stymulującym ich uwalnianie się jest obecność wody i nawet niewielkie wahania temperatury. Niektóre gatunki wytwarzają chlamydospory zdolne przetrwać przez jakiś czas poza organizmem żywiciela.

## Znaczenie
Większość gatunków to pasożyty roślin dwuliściennych, endobionty, rozwijające się wewnątrz tkanek roślin. U roślin uprawnych wywołują groźne choroby roślin zwane fytoftorozami, zamieranie podstawy pędów, nekrozy, zgnilizny korzeni, bulw, cebul i owoców, plamistości liści. Gatunki te wyrządzają ogromne szkody w rolnictwie, a ich zwalczanie jest trudne. Nieliczne tylko gatunki żyją w wodach słodkich.

## Gatunki występujące w Polsce
- Phytophthora alni Brasier & S.A. Kirk 2004
- Phytophthora cactorum (Lebert & Cohn) J. Schröt. 1886
- Phytophthora cambivora (Petri) Buisman 1927
- Phytophthora capsici Leonian 1922
- Phytophthora cinnamomi Rands 1922
- Phytophthora citricola Sawada 1927
- Phytophthora citrophthora (R.E. Sm. & E.H. Sm.) Leonian 1906
- Phytophthora cryptogea Pethybr. & Laff. 1919
- Phytophthora erythroseptica Pethybr. 1913
- Phytophthora fragariae Hickman 1940
- Phytophthora gonapodyides (H.E. Petersen) Buisman 1927
- Phytophthora infestans (Mont.) de Bary 1876
- Phytophthora kernoviae Brasier, Beales & S.A. Kirk 2005
- Phytophthora nicotianae Breda de Haan 1896
- Phytophthora palmivora (E.J. Butler) E.J. Butler 1919
- Phytophthora quercina T. Jung 1999
- Phytophthora ramorum Werres, De Cock & Man 2001
- Phytophthora rubi (W.F. Wilcox & J.M. Duncan) 2007
- Phytophthora tropicalis Aragaki & J.Y. Uchida 2001

Nazwy naukowe na podstawie Index Fungorum. Wykaz gatunków występujących w Polsce według kilku opracowań.